# أم الميس
أم الميس قرية في ناحية حديدة التابعة لمنطقة حمص في محافظة حمص في سورية. تقع غرب بحيرة قطينة.